# Phản ứng quốc tế về Chiến tranh Nam Ossetia 2008
Phản ứng quốc tế về Chiến tranh Nam Ossetia 2008 bao gồm nhiều quốc gia, Tổ chức phi chính phủ, và các tác nhân phi nhà nước. Gruzia, với quân đội được Hoa Kỳ trang bị và huấn luyện, khởi sự cuộc tấn công để giành lại quyền kiểm soát Nam Ossetia trong đêm 8/8, phóng các hỏa tiễn, bắn đại pháo và oanh tạc thủ phủ Tskhivali. Đáp lại, Nga, vốn đã cấp sổ thông hành cho hầu hết dân sống ở vùng Nam Ossetia để thôn tính vùng này, mở ra cuộc phản công mạnh mẽ bằng đại bác và phi cơ nhắm vào quân Gruzia.
Cả vùng Nam Ossetia và Abkhazia được Nga hỗ trợ đều đã tự điều hành mà không có sự công nhận quốc tế kể từ khi tách ra khỏi Gruzia thập niên 1990 và xây dựng mối quan hệ với Moskva. Nga đã bí mật cấp giấy thông hành cho phần lớn dân chúng ở hai nơi này. Cuộc chiến này gây căng thẳng giữa Nga và các quốc gia Tây Phương. Trước tình hình nghiêm trọng tại Gruzia, Tổng thống George W. Bush và các lãnh đạo Tây Phương chỉ trích phản ứng quá mạnh tay của Nga. Họ tố cáo Nga đã oanh tạc những địa điểm rất xa vùng chiến sự và cho rằng Nga muốn lật đổ chính quyền tại Gruzia. Còn ở Venezuela họ lại tố ngược Gruzia âm mưu xâm lược Nga bằng cái lốt bảo vệ chủ quyền.
| Quốc gia/Tổ chức            | Phản ứng |
| --------------------------- | --- |
| Venezuela                   | Ngày 16 tháng 8, Tổng thống Venezuela Hugo Chávez tố cáo NATO "giật dây" Gruzia nhằm âm mưu xâm lược Nga, Nam Ossetia và Abkhazia, đồng thời nói Mikheil Saakashvili là đồ "óc tối" và "ngu mị". Về phía Nga, Chávez gọi đây là cuộc chiến chính nghĩa của Nga trước quân xâm lược Gruzia, và sẽ luôn hỗ trợ Nga dưới mọi hình thức. Ông kêu gọi cả nước và khu vực Mỹ Latinh hãy ủng hộ cho cuộc chiến chính nghĩa của Nga. |
| Ba Lan                      | Ngày 12 tháng 8, Tổng thống Ba Lan Lech Kaczyński và các nhà lãnh đạo của bốn quốc gia từng ở trong Liên bang Xô Viết đến thủ đô Tbilisi của Gruzia để bày tỏ sự đoàn kết với Tổng thống Saakashvili. "Chúng ta có thể nói rằng nước Nga đã một lần nữa cho thấy bộ mặt thật của mình," theo lời Tổng thống Kaczynski, người đến gặp Tổng thống Saakashvili cùng với các nhà lãnh đạo Litva, Estonia, Ukraina và Latvia. |
| Gruzia                      | Ngày 9 tháng 8, Bộ Ngoại giao Gruzia nói rằng Gruzia đang "trong tình trạng chiến tranh" và tố cáo Nga tội mở "một cuộc xâm lăng quân sự rộng lớn." Gruzia cáo buộc Nga thả bom vào các thị trấn, hải cảng và phi trường của mình. Gruzia, trước đây từng ở trong Liên bang Xô Viết và lúc này muốn gia nhập NATO, kêu gọi cộng đồng thế giới giúp để chấm dứt điều mà họ gọi là sự gây hấn của Nga. Ngày 15/8, chủ tọa một cuộc họp báo với Ngoại trưởng Hoa Kỳ Condoleezza Rice, ông Saakashvili nói ông sẽ không bao giờ đầu hàng trong cuộc xung đột với Nga, và ông đổ lỗi cho Tây Phương là đã không phản ứng đủ mạnh trước các hành động quân sự của Nga. Bà Rice nói: "Với chữ ký này của Gruzia, việc rút quân của Nga phải diễn ra và diễn ra ngay bây giờ. Gruzia đã bị tấn công, và thế giới phải giúp đỡ để bảo đảm rằng nền độc lập và những đường biên giới của Gruzia vẫn nguyên vẹn." |
| Hoa Kỳ                      | Hoa Kỳ cảnh cáo Nga rằng mối quan hệ Washington và Moskva có thể "bị ảnh hưởng nặng nề" trong nhiều năm tới đây vì những hành vi quân sự của Nga ở Gruzia, vốn đã khởi đầu khi chính phủ Gruzia mở cuộc tấn công tái chiếm khu vực ly khai Nam Ossetia. Tuy nhiên Washington cũng loại bỏ khả năng sử dụng các biện pháp quân sự tại Gruzia. Ngày 8 tháng 8, Một phát ngôn viên của Tổng thống Hoa Kỳ George W. Bush nói rằng cả Nga và Gruzia nên chấm dứt mọi hành động gây hấn và thảo luận để chấm dứt cuộc giao tranh. Ngày 10 tháng 8, Tòa Bạch Ốc chỉ trích hành động quân sự của Nga, gồm những vụ ném bom lên ít nhất ba mục tiêu của Gruzia bên ngoài Nam Ossetia. Tổng thống Bush kêu gọi Nga chấm dứt các cuộc oanh tạc và ngưng ngay mọi hành vi quân sự trong vùng. Tổng thống Bush tuyên bố trong một bản thông cáo phổ biến đến báo chí trong khi tham dự Thế vận hội Mùa hè 2008: Cuộc tấn công đang xảy ra trong khu vực thuộc lãnh thổ Gruzia, ở xa vùng tranh chấp Nam Ossetia. Điều này đánh dấu sự leo thang nguy hiểm trong cuộc khủng hoảng hiện nay. Sáng thứ Hai, 11 tháng 8, ứng cử viên Tổng thống đảng Cộng hòa John McCain, phát biểu trước các phóng viên truyền hình trước khi lên xe buýt đi vận động tại tiểu bang Pennsylvania, đề cập đến cuộc chiến tranh giữa Nga và Gruzia. Trong một bản tuyên bố dài được soạn sẵn, ông nói: "Tổng thống Medvedev và Thủ tướng Putin phải hiểu rõ hậu quả nghiêm trọng lâu dài của vụ khủng hoảng ở vùng Kavkaz đối với chính phủ Nga trong mối quan hệ với Hoa Kỳ và Âu Châu". Đặt vấn đề Gruzia, McCain muốn chứng tỏ khả năng đối ngoại trong vai trò tổng tư lệnh của mình khi đắc cử Tổng thống Hoa Kỳ. Ông cũng có thuận lợi để nêu lên chuyện này vào lúc Tổng thống Bush xuất ngoại và Thượng Nghị sĩ Barack Obama đang đi nghỉ hè. Theo lời McCain, cuộc tấn công của quân Nga có thể đã đi quá giới hạn của cuộc tranh chấp ở Nam Ossetia và tới chỗ muốn lật đổ chính quyền Gruzia. Ông lên án hành động này là không phù hợp với cương vị của các quốc gia dân chủ tự do trên thế giới. Lập trường của McCain cứng rắn rõ rệt là cứng rắn hơn Tổng thống Bush hay Phó Tổng thống Cheney tỏ ra có nhiều sự dè dặt trong mối quan hệ bang giao với Nga. McCain lên án đường lối quân sự của Nga và so sánh việc này với hành động kiểu Hồng Quân Liên Xô trước kia. Ông mạnh mẽ đòi hỏi Nga phải ngưng cuộc chiến tranh xâm lăng và ngồi vào bàn thương lượng với chính quyền Gruzia của Tổng thống Mikheil Saakashvili. Cuộc khủng hoảng leo thang nhanh chóng gây lo ngại cho Hoa Kỳ, đồng minh chính của Gruzia. Ngày 14/8, Ngoại trưởng Hoa Kỳ Condoleezza Rice bay đến Pháp và sau đó là Tbilisi để xác định nỗ lực của Hoa Kỳ nhằm "vận động thế giới bảo vệ một quốc gia Gruzia tự do." Bà Rice tuyên bố tại Washington ngày 13/8: Đây không phải là năm 1968 và cuộc xâm lăng Tiệp Khắc nơi Nga có thể đe dọa một quốc gia láng giềng, chiếm đóng một thủ đô, lật đổ một chính quyền mà không bị phiền hà gì cả. Thời thế đã thay đổi. Trong bài diễn văn được truyền thanh mỗi ngày Thứ bảy, ngày 16/8, Tổng thống Bush nói rằng thế giới "đang quan sát với sự lo ngại về việc Nga xâm lăng một quốc gia láng giềng độc lập và đe dọa một chính phủ dân chủ do người dân của họ bầu lên. Để có thể khởi sự việc sửa chữa những thiệt hại trong mối quan hệ với Hoa Kỳ, Âu Châu và các quốc gia khác, và cũng để bắt đầu tái lập vị trí của họ trên thế giới, Nga phải có hành động chấm dứt cuộc khủng hoảng này." Tiếp tục duy trì áp lực ngoại giao, Ngoại trưởng Rice sau đó đến Bruxelles để họp với ngoại trưởng các quốc gia trong Tổ chức Hiệp ước Bắc Đại Tây Dương và các viên chức Liên Âu. Ngày 18/8, Bộ Quốc phòng và các viên chức Hoa Kỳ nói rằng họ chưa thấy có sự di chuyển đáng kể nào của quân đội Nga. Trên đường đến dự hội nghị khẩn cấp của Tổ chức Minh ước Bắc Đại Tây Dương, nữ Ngoại trưởng Condoleezza Rice của Hoa Kỳ nói rằng Nga đang chơi "một trò chơi rất nguy hiểm và có lẽ Nga nên xét lại trò chơi này." Bà Rice cho biết Hoa Kỳ và các quốc gia đồng minh sẽ không cho phép Nga được vẽ lại một "lằn ranh mới" xuyên qua Âu Châu và dọa nạt các cựu cộng hòa Liên bang Xô Viết. Ngày 15 tháng 8, Thượng tướng Anatoliy Nogovitsyn, phó tham mưu trưởng Nga, nói với thông tấn xã Interfax rằng chủ thuyết quân sự Nga sẽ cho phép một cuộc tấn công bằng hạt nhân, sau khi Warszawa đồng ý cho bố trí 10 hỏa tiễn đón chặn tại một địa điểm ở Ba Lan như một phần của hệ thống lá chắn. "Tôi không biết chắc tại sao vị phó tham mưu trưởng này lại cảm thấy phải đưa ra những lời đe dọa như thế," theo lời Bộ trưởng Quốc phòng Hoa Kỳ Robert Gates, một cựu giám đốc CIA và từng là một chuyên viên về Nga. Ngày 17 tháng 8 năm 2008, Bộ trưởng Gates bác bỏ những lời cảnh cáo của Nga như là "những lời khoa trương rỗng tuếch" khi Moskva nói rằng sẽ nhắm Ba Lan làm mục tiêu tấn công bởi vì Warszawa đồng ý chứa chấp một phần của hệ thống lá chắn chống hỏa tiễn của Hoa Kỳ. "Nga sẽ không phóng hỏa tiễn hạt nhân vào bất cứ ai. Người Ba Lan biết điều đó. Chúng ta biết điều đó," Bộ trưởng Gates nói trên chương trình truyền hình ABC News. Ngày 20/8, Tổng thống Bush tuyên bố là Nga phải rút các lực lượng của họ ra khỏi Gruzia và "thế giới phải đứng bên nước cộng hòa cũ này của Liên Xô, vì lý tưởng tự do." Trong bài diễn văn đọc trước một nhóm cựu quân nhân quan trọng của Hoa Kỳ, Tổng thống Bush nhấn mạnh đến việc Gruzia đã đóng góp các binh sĩ của họ vào các cuộc chiến do Hoa Kỳ cầm đầu tại Afghanistan và Iraq "hầu giúp cho dân chúng các nước này hiểu được giá trị của tự do". Tổng thống Bush phát biểu tiếp trước Hội Cựu Chiến binh Hoa Kỳ tham dự các cuộc chiến ở hải ngoại (VFW), như sau: Gruzia đã ủng hộ cho nền tự do trên khắp thế giới. Vì vậy giờ đây thế giới cũng phải đứng bên Gruzia vì lý tưởng tự do. Nhân dịp này, Tổng thống Bush cũng ca ngợi cuộc chuyển đổi sang Dân chủ của Gruzia vào năm 2003 qua cuộc "Cách mạng Hoa hồng" và mô tả tiếp rằng đó là "một trong các chương đáng ghi nhớ nhất của lịch sử". Tổng thống Bush cũng cảnh giác tiếp rằng Tây Phương không thể nào ngồi yên được trong khi các sự cải đổi mong manh đang bị Moskva "phong tỏa". Tổng thống Bush nói tiếp rằng: Hoa Kỳ tiếp tục ủng hộ nền dân chủ của Gruzia. Quân đội của chúng ta sẽ tiếp tục cung cấp các sự viện trợ nhân đạo cần thiết cho dân chúng Gruzia. Nam Ossetia và Abkhazia vẫn là các phần đất của Gruzia. Và Hoa Kỳ sẽ làm việc với các đồng minh của mình để đảm bảo nền độc lập và sự toàn vẹn lãnh thổ của Gruzia. Tổng thống Bush thúc giục Nga hãy xét lại "quyết định vô trách nhiệm" của họ. "Hành động của Nga chỉ tạo thêm căng thẳng và gây khó khăn cho những cuộc thương lượng ngoại giao," ông Bush nói trong một bản tuyên bố ngày 26/8 từ Crawford, Texas, nơi ông đang nghỉ Hè. |
| Liên Hợp Quốc               | Tổng Thư ký Liên Hợp Quốc Ban Ki-moon bày tỏ sự quan tâm sâu xa và nhấn mạnh sự quan trọng của việc có được sự bảo đảm an toàn cho các nhân viên cứu trợ đến Gruzia. |
| Liên minh Bắc Đại Tây Dương | Ngày 8 tháng 8, Tổng Thư ký Minh ước Bắc Đại Tây Dương, Jaap de Hoop Scheffer, rất lo ngại về cuộc giao tranh và NATO theo dõi tình hình rất kỹ càng. Ngày 19 tháng 8 năm 2008, Khối NATO đồng ý sau khi có sự thúc giục của Hoa Kỳ là sẽ tạm ngưng mọi giao dịch với Nga cho đến khi nào Moskva rút hết quân của họ ra khỏi Gruzia theo như một thỏa thuận ngưng bắn đã ký kết. Khối NATO cũng đồng ý là sẽ tăng cường mối quan hệ với chính quyền Tbilisi nhưng không nói là sẽ gia tăng nỗ lực để Gruzia có thể gia nhập khối NATO, một điều đã làm cho Nga giận dữ từ trước khi xảy ra cuộc chiến hai tuần lễ liên quan đến vùng ly khai Nam Ossetia. "Chúng tôi đã quyết định rằng không thể nào tiếp tục việc giao dịch với Nga như bình thường," tổ chức gồm 26 quốc gia thành viên loan tin trong bản tuyên cáo chung đưa ra sau cuộc họp khẩn cấp ở Bruxelles. Bản tuyên cáo này không nói rõ về một đòi hỏi của Hoa Kỳ là phải ngưng các cuộc họp với Hội đồng NATO-Nga vốn đã có từ ngày 28 tháng 5 năm 2002. Tuy nhiên tổng thư ký NATO Jaap de Hoop Scheffer nói rằng rõ ràng là những cuộc gặp gỡ như vậy sẽ không thể xảy ra trong hoàn cảnh này. "Khi nào quân đội Nga còn chiếm đóng một phần lãnh thổ Gruzia, tôi không thấy có triển vọng Hội đồng NATO-Nga có thể nhóm họp dù ở cấp nào," ông tuyên bố trong một cuộc họp báo. "Tuy nhiên tôi cũng muốn nói thêm là chúng tôi không muốn đóng mọi cánh cửa trong sự liên lạc với Nga," ông nói, sau khi một số đồng minh Âu Châu, kể cả Anh và Đức bày tỏ sự lo ngại về việc cắt đứt mọi liên lạc với Moskva. Bản tuyên cáo của NATO gây ra phản ứng giận dữ của Moskva, qua việc Ngoại trưởng Sergei Lavrov cáo buộc NATO là thiên vị và muốn hỗ trợ một "chế độ tội phạm" ở Tbilisi. "Chắc chắn là sẽ có nhiều sự thay đổi trong sự hợp tác giữa chúng tôi với NATO và chúng tôi sẽ có thay đổi trong số lượng, phẩm chất và thời gian trong các cuộc tham khảo và gặp gỡ," đại sứ Nga tại NATO, Dmitry Rogozin, loan tin ở Bruxelles. Ngoại trưởng Hoa Kỳ Condoleezza Rice phủ nhận nguồn tin nói rằng Washington muốn cô lập Moskva cũng như các lời nói là những hành động cứng rắn hơn mà Hoa Kỳ muốn có với Nga đã bị các đồng minh Âu Châu bác bỏ. |
| Nga                         | Ngày 8 tháng 8, Thủ tướng Nga Vladimir Putin cảnh cáo rằng cuộc tấn công của Gruzia sẽ gặp sự trả đũa và Bộ Quốc phòng Nga hứa hẹn sẽ bảo vệ người dân Nam Ossetia, phần lớn có quốc tịch Nga. Cuộc chiến gây căng thẳng giữa Moskva và Washington. Ngày 9 tháng 8, Ngoại trưởng Nga Sergey Viktorovich Lavrov nói rằng Hoa Kỳ phải chịu một phần trách nhiệm vì đã trang bị võ khí và huấn luyện lính Gruzia. Ngược lại, Tổng thống George W. Bush kêu gọi Nga hãy ngưng oanh tạc trong lãnh thổ Gruzia. Tổng thống Nga, Dmitry Medvedev nói rằng Moskva gửi lính đến Nam Ossetia để buộc Gruzia phải chấp nhận ngưng bắn. Moskva cho rằng họ cần phải bảo vệ dân chúng cũng như các binh sĩ trong lực lượng bảo vệ hòa bình ở Nam Ossetia, nơi đa số người dân có sổ thông hành Nga. Trong lúc ban lệnh ngưng đánh Gruzia, ngày 12/8, Tổng thống Dmitry Medvedev nói tại Moskva rằng Gruzia đã trả giá quá đủ cho sự tấn công tại Nam Ossetia. Medvedev cũng yêu cầu bộ trưởng quốc phòng phải chuẩn bị: "Nếu có bất cứ trường hợp chống đối sôi động nào hoặc có hành động gây hấn, ông (bộ trưởng quốc phòng) phải thực hiện những bước cần thiết để tiêu diệt chúng." Ngoại trưởng Nga kêu gọi Tổng thống Gruzia Mikhail Saakashvili hãy từ chức, và ông Medvedev nói Gruzia phải rút quân khỏi Nam Ossetia cũng như Abkhazia, hai vùng lãnh thổ ly khai được sự hậu thuẫn của Nga. Ngày 14/8, các tiếng nổ được nghe thấy gần thành phố Gori trong khi việc quân Nga rút quân khỏi thành phố chiến lược này coi như đã đình chỉ. Cuộc ngưng bắn lỏng lẻo lại có vẻ dễ sụp đổ hơn khi Ngoại trưởng Nga Sergey Lavrov tuyên bố rằng thế giới "có thể quên đi việc thảo luận về vẹn toàn lãnh thổ của Gruzia." Lời tuyên bố từ Ngoại trưởng Lavrov được đưa ra cùng lúc với thông báo nói rằng [[Tổng thống Medvedev đang họp tại điện Kremli với các nhà lãnh đạo của hai tỉnh ly khai ở Gruzia. "Người ta có thể quên đi bất cứ việc thảo luận nào về vẹn toàn lãnh thổ của Gruzia vì, tôi tin rằng, không thể nào thuyết phục Nam Ossetia và Abkhazia để họ đồng ý với lập luận rằng họ có thể bị buộc quay về với quốc gia Gruzia," ông Lavrov nói với báo chí như trên. Ngày 15/8, Tướng lãnh cao cấp Anatoly Alekseevich Nogovitsyn của Nga nói rằng việc Ba Lan đồng ý để cho Hoa Kỳ đặt giàn hỏa tiễn chống hỏa tiễn tại quốc gia mình đã khiến cho Ba Lan dễ bị tấn công bởi các loại võ khí nguyên tử, theo bản tin của hãng thông tấn Interfax ở Nga. Ba Lan và Hoa Kỳ ngày 14/8 ký một thỏa thuận theo đó Ba Lan sẽ cho Hoa Kỳ đặt một căn cứ chống hỏa tiễn thuộc một hệ thống phòng thủ mà Hoa Kỳ nói rằng nhằm ngăn cản các cuộc tấn công của những quốc gia không biết tôn trọng luật lệ quốc tế. Tuy nhiên, Moskva lại cho rằng hệ thống này nhắm vào lực lượng hỏa tiễn của họ. Ngày 28 tháng 8 năm 2008 Thủ tướng Nga Vladimir Putin cáo buộc Hoa Kỳ là đã thúc đẩy Gruzia tới chiến tranh và nói ông nghi ngờ có một liên hệ với chiến dịch tranh cử tổng thống Hoa Kỳ - một luận cứ mà Tòa Bạch Ốc nói "rõ ràng sai." Trong một dấu hiệu khác về sự suy đồi trong các quan hệ Nga-Mỹ, Putin loan báo rằng 19 nhà sản xuất gà vịt Hoa Kỳ sẽ bị cấm xuất cảng sản phẩm của họ tới Nga. Putin, trong một cuộc phỏng vấn với hệ thống CNN, cho rằng có một người Mỹ có mặt giữa vùng giao tranh, có thể vì động cơ chính trị nội bộ ở Hoa Kỳ. Putin nói trong cuộc phỏng vấn trên đài truyền hình Nga do nhà nước điều hành: Chúng tôi có lý do đứng đắn để nghĩ rằng đã có những công dân Mỹ ngay trong vùng giao tranh. Trong một cuộc thuyết trình ngày 26/8, tham mưu phó quân đội Nga, Thượng tướng Anatoly Nogovitsyn, trình bày một bản sao của cái mà ông nói là một sổ thông hành Hoa Kỳ được tìm thấy tại một ngôi làng ở Nam Ossetia, trong số các món khác thuộc về các lực lượng Gruzia. Lời công kích cay độc của ông Putin nhắm vào Hoa Kỳ được đưa ra giữa lúc cố gắng của Moskva nhằm vẽ lại những đường biên giới của Gruzia gặp trở ngại trong số các đồng minh Á Châu của Nga. Trong khi đó, Pháp nói Liên hiệp Âu Châu cứu xét các chế tài chống lại Nga vì hành động của Nga trong vùng Kavkaz. Nhà lãnh đạo Nga nói quyết định về gà vịt không liên hệ tới vấn đề Gruzia. Ông nói rằng những nhà sản xuất Mỹ đã làm ngơ những đòi hỏi rằng họ phải sửa chữa những khiếm khuyết mà các thanh tra Nga đã kết luận sau những vụ kiểm tra vào năm 2007. Putin nói Nga đã hy vọng Hoa Kỳ sẽ kiềm chế Gruzia, nước mà Moskva cáo buộc đã khơi mào cuộc chiến tranh bằng cách tấn công Nam Ossetia vào ngày 7 tháng 8 năm 2008. Thay vào đó, ông cho rằng Hoa Kỳ đã khuyến khích giới lãnh đạo của Gruzia chiếm lại vùng ly khai bằng vũ lực. Hoa Kỳ có những liên hệ mật thiết với Gruzia và đã huấn luyện các đơn vị của Gruzia, kể cả cho mục tiêu phục vụ tại Iraq. Nhưng các viên chức Nga đưa ra những lời tuyên bố nhằm ám chỉ rằng người Mỹ có thể đã trực tiếp ủng hộ cuộc tấn công của Gruzia. |
| Pháp                        | Ngày 18/8, Nga cho biết quân đội của họ bắt đầu rút ra khỏi vùng xung đột tại Gruzia. Tuy vậy, trong cùng ngày lời tuyên bố này được đưa ra tại Moskva, quân đội Nga vẫn kiểm soát những vị trí quan trọng và còn đưa binh lính vào sâu hơn trong lãnh thổ Gruzia, tiến gần thủ đô Tbilisi. Các ký giả ghi nhận có rất ít dấu hiệu cho thấy quân đội Nga tôn trọng những điều kiện trong thỏa hiệp ngưng bắn được ký để chấm dứt cuộc chiến. Tại Paris, ngoại trưởng Pháp nói rằng "chúng ta đang chứng kiến sự bắt đầu" rút quân của Nga. Thế nhưng ngoại trưởng cũng khuyến cáo rằng Pháp sẽ kêu gọi Hội đồng châu Âu mở một cuộc họp khẩn cấp nếu Nga không thật sự rút quân. Các nhà lãnh đạo Tây phương chỉ trích Nga là vi phạm chủ quyền lãnh thổ của Gruzia. Ngoại trưởng Pháp Bernard Kouchner nói ngày 27/8: Chúng ta không thể chấp nhận những vi phạm này theo luật quốc tế, theo các thỏa hiệp về an ninh và hợp tác ở Âu Châu, theo các nghị quyết của Liên Hợp Quốc. |
| Tổ chức Hợp tác Thượng Hải  | Tại Tajikistan, Trung Quốc và bốn quốc gia Trung Á phụ họa với Nga để chỉ trích Tây Phương. Tuy nhiên, sự lo ngại về những phần tử ly khai và những nhóm tôn giáo cứng đầu trong nước khiến họ dừng lại tại đó. Không có nước nào tham gia với Nga trong việc công nhận Nam Ossetia và một vùng ly khai khác của Gruzia, Abkhazia, như các nước độc lập. Dẫu vậy, các nước này vẫn được cho là ngầm ủng hộ nền độc lập của Nam Ossetia và Abkhazia. Tổng thống Nga Dmitry Medvedev kêu gọi Tổ chức Hợp tác Thượng Hải - với các thành viên gồm Nga, Trung Quốc và bốn nước Trung Á: Kazakhstan, Kyrgyzstan, Tajikistan và Uzbekistan - hãy đồng thanh ủng hộ phản ứng của Moskva trước cuộc "xâm lăng" của Gruzia. Bản tuyên bố chung của sáu thành viên trong tổ chức có vài lời ca ngợi hành động của Moskva, ít nhất về thỏa hiệp hòa bình được ký kết năm ngày sau khi cuộc chiến khởi sự. Tuyên bố nói các thành viên hoan nghênh cuộc ngưng bắn và "ủng hộ vai trò tích cực của Nga trong việc cải thiện hòa bình và hợp tác trong vùng." |
| Ukraina                     | Trong một chỉ dấu đáng lo ngại khác, Ukraina cảnh cáo Nga ngày 10/8 là họ có thể cấm không cho tàu chiến Nga trở lại các căn cứ trong lãnh thổ quốc gia này ở Krym vì đã được đưa đến vùng bờ biển Gruzia. |
| Việt Nam                    | Chủ tịch nước Nguyễn Minh Triết nói với Bộ trưởng Quốc phòng Nga Anatoly Serdyukov tại Hà Nội rằng "mỗi một chiến thắng của Nga đều giống như chiến thắng của chính chúng tôi" |